# Sellbek
Der Sellbek (in alten Karten auch Ellhornbek) ist ein Nebenfluss der Bünzau im Kreis Rendsburg-Eckernförde in Schleswig-Holstein.
Der Fluss hat eine Länge von ungefähr 3,5 km. Er entspringt südlich von Aukrug im Naturschutzgebiet Tönsheider Wald auf dem Gelände der Fachklinik Aukrug, unterquert die Kreisstraße 88 von Aukrug nach Sarlhusen, fließt dann über das Gelände des Golfplatzes und mündet südlich von Aukrug-Bünzen in die Bünzau.
Die letzten 2.000 Meter des Unterlaufes vor der Mündung wurden während der Flurbereinigung verrohrt. Seit 1994 wird die Renaturierung dieses Abschnittes geplant. Im Landschaftsrahmenplan aus dem Jahr 2000 war vorgesehen, den Sellbek, den Glasbek und den Tönsbek zu entrohren und naturnah zu gestalten. Die Renaturierung wurde inzwischen abgeschlossen.